# Консервативный иудаизм
Консервативный иудаизм (ивр. יַהֲדוּת מָסָרְתִּית‎, ранее исторический иудаизм или историческая позитивная школа) — современное течение в иудаизме, одно из трёх основных течений в этой религии наряду с ортодоксальным и реформистским иудаизмом. Возникло в середине XIX века в Германии, первые организованные формы образовались в начале XX века в США.

## История

### Зарождение позитивно-исторического иудаизма

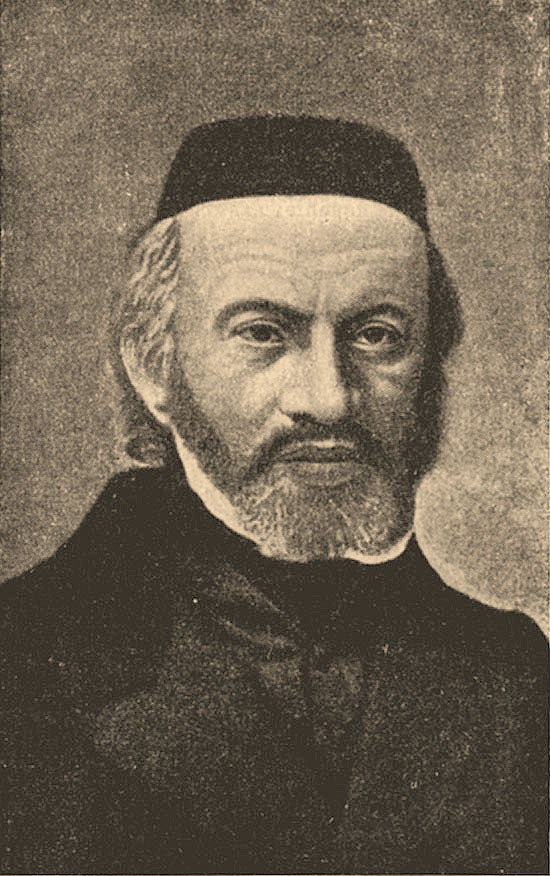
Захария Франкель

Консервативный иудаизм берёт начало в так называемом позитивно-историческом иудаизме — философском и религиозном течении, возникшем в Германии. Его возникновение было обусловлено позицией европейских держав на Венском конгрессе 1815 года. После того как евреям Центральной Европы на этом конгрессе было отказано в эмансипации, в прослойке еврейских общин, стремившейся участвовать в культурной и политической жизни своих стран, возникло реформистское течение. Идеологи реформизма стремились переосмыслить иудаизм в русле современных западных религий, что позволило бы участвовать в общественной жизни без полной ассимиляции и перехода в христианство. Взгляды на то, в какой степени для этого требуется отказаться от еврейской традиции, однако, резко различались у радикального и умеренного крыльев реформистов. В итоге на конференции раввинов 1845 года во Франкфурте споры вокруг того, следует ли сохранять иврит как язык молитвы, привели к разрыву. Главный раввин Дрездена Захария Франкель объявил о создании отдельного направления в реформистском движении — позитивно-исторического иудаизма, отличительными чертами которого были бы (при проведении определённых умеренных реформ) уважительное отношение к еврейской традиции и, в частности, к ритуальной стороне классического иудаизма. В 1854 году Франкель выступил с более конкретной версией этого расплывчатого определения, основав так называемую Еврейскую богословскую семинарию (нем. Juedisch-Theologisches Seminar) в Бреслау. Эта семинария продолжала оставаться идейным центром исторического иудаизма и местом подготовки раввинов этого направления до конца 1930-х годов, когда её работе положили конец нацисты. Ещё одним идейным лидером движения в Европе стал Генрих Грец, рассматривавший иудаизм как основу исторической исключительности еврейства — триединство Торы, народа и Земли Израиля.

### Развитие в США

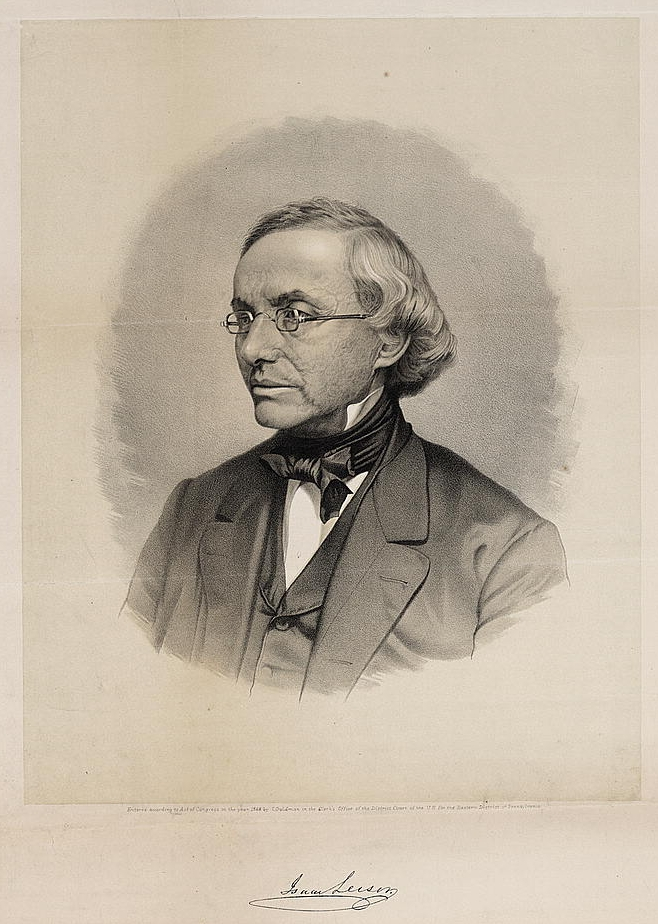
Айзек Лисер

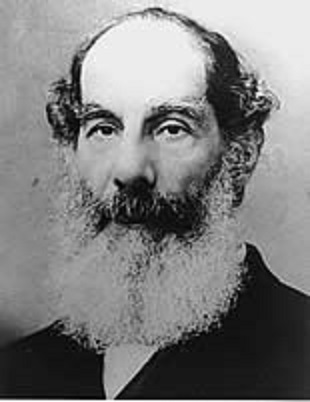
Сабато Морейс

Основное развитие исторический иудаизм получил в США, где с начала XX века стал называться консервативным. Первым идеологом течения в Северной Америке стал Айзек Лисер, получивший религиозное образование в Германии и эмигрировавшй в США в 1824 году. Лисер, до 1850 года бывший хаззаном филадельфийской сефардской общины «Микве Исраэль», стал первым, кто ввёл в обиход проповеди на английском языке. Он также сократил некоторые молитвы, сохраняя в то же время традиционную структуру иудейской литургии. С 1867 по 1873 год под руководством Лисера действовала школа раввинов Маймонидиз-колледж, впервые в США подготовившая четырёх раввинов. К концу XIX века в США господствующим течением в иудаизме было реформистское, но у консерваторов сформировались сильные общины в Филадельфии, Нью-Йорке и Балтиморе. Хотя американские консерваторы искали контактов с реформистами, разногласия по важным вопросам оставались слишком сильны. В 1885 году произошёл разрыв и в США, когда Конференция реформистских раввинов выступила с радикальной платформой, допускавшей отказ от кашрута. Уже в следующем году группа консервативных вероучителей во главе с лидером филадельфийской общины Сабато Морейсом основала Еврейскую теологическую семинарию (ЕТС), где в духе исторического иудаизма преподавали выходцы из Западной Европы.
Смычка консервативного иудаизма с ортодоксальным в США не удалась, как и с реформистским. Была создана Ассоциация ортодоксальных синагог США, одним из президентов которой был лидер нью-йоркской консервативной общины Генри (Хаим) Перейра Мендес, но вскоре ортодоксы отказались признавать раввинский авторитет выпускников ЕТС. В 1901 году эти выпускники создали организацию, с 1920 года называвшуюся Американское раввинское собрание, а с 1962 года, когда её охват стал международным, — Раввинское собрание. В 1913 году сформирована Объединённая синагога Америки. С 1917 года площадкой для теологических диспутов стал Комитет по интерпретации еврейского закона, впоследствии переименованный в Комитет по еврейским законам и стандартам (англ. Committee on Jewish Law and Standards).
В 1950 году к консервативной ветви иудаизма относились почти 50 % американских евреев, но с увеличением числа неверующих доля консервативных евреев к 1970 году упала до 40 % (1,5 млн человек в 350 тысячах семей). Часть евреев также вернулась из консервативной ветви иудаизма в ортодоксальную, переживавшую в США новый расцвет. После Второй мировой войны, в 1947 году, в рамках тенденции к децентрализации консервативного иудаизма в США был основан Университет иудаизма в Лос-Анджелесе. Этот вуз подчёркивает свою независимость от Еврейской теологической семинарии Нью-Йорка, и в 1996 году в его структуре появилась отдельная школа раввинов. Процент консервативных иудеев среди американского еврейства продолжает снижаться в XXI веке: к 2000 году их доля упала до 26 %.

### Дальнейшее распространение

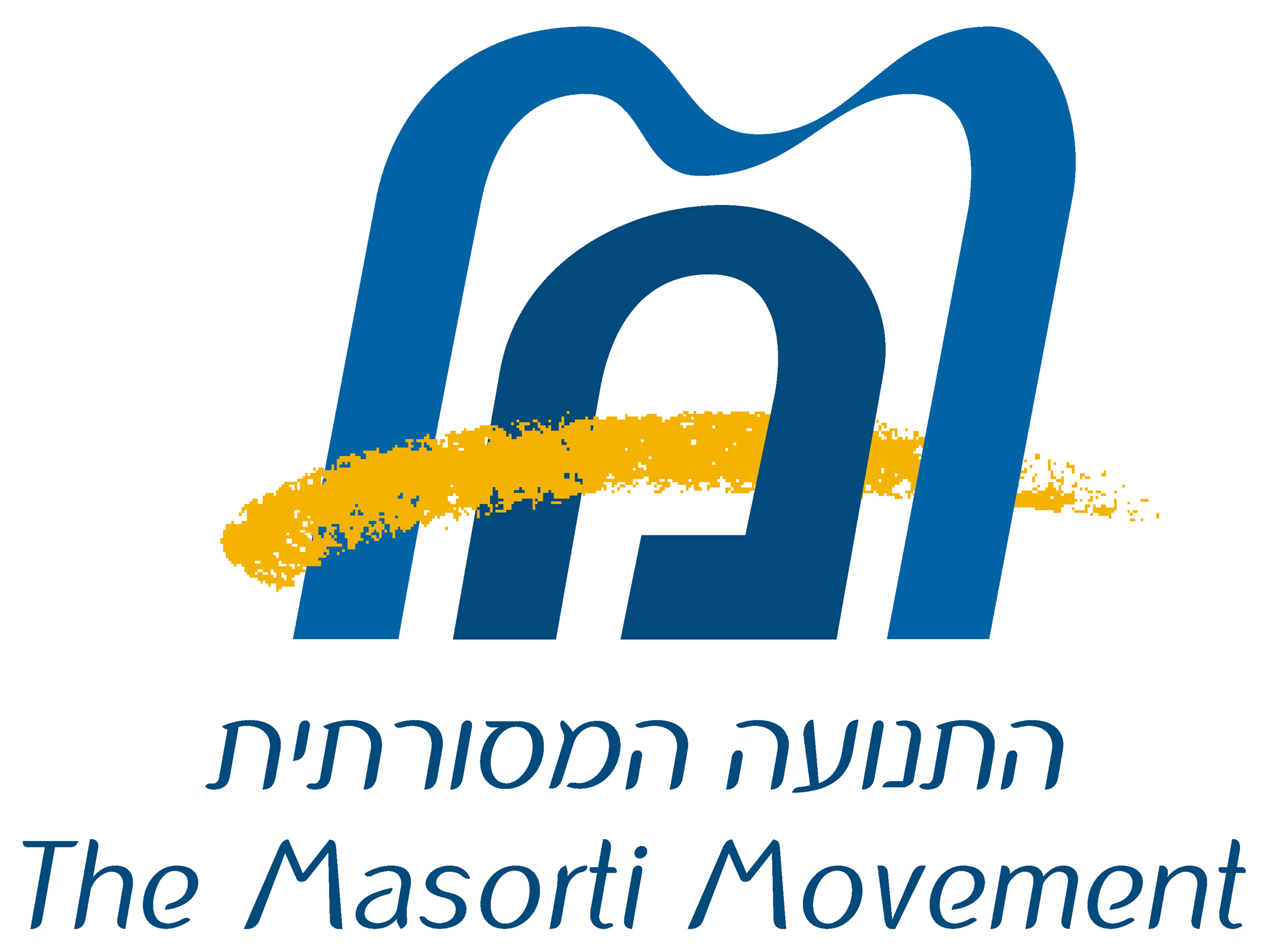
Эмблема Движения традиционного иудаизма (Израиль)

С 1957 года действует созданный по инициативе Объединённой синагоги Америки Всемирный совет синагог, под эгидой которого собраны консервативные общины и синагоги по всему миру. В 1963 году в Иерусалиме открылся академический центр Еврейской теологической семинарии. Первые консервативные общины в Израиле сформировались из совершивших алию американских евреев в начале 1960-х годов, а после 1967 года в страну начали прибывать в значительном количестве консервативные раввины. С 1978 года в Израиле действует Движение традиционного иудаизма (ивр. התנועה המסורתית בישראל‎) — головная организация консервативных общин страны. К 1982 году в Израиле насчитывались 35 таких общин, из них 9 в Иерусалиме, а к 2005 году их число выросло примерно до 50. Хотя центральную роль в религиозной жизни страны продолжает играть ортодоксальный Главный раввинат Израиля, по решению кнессета был создан Институт еврейских исследований, где наряду с ортодоксальными представлены консервативные и реформистские раввины. Ведутся также консультации по возможным изменениям в законодательстве, которые позволили бы проводить гиюр в Израиле представителям этих двух течений наравне с ортодоксальными раввинами.

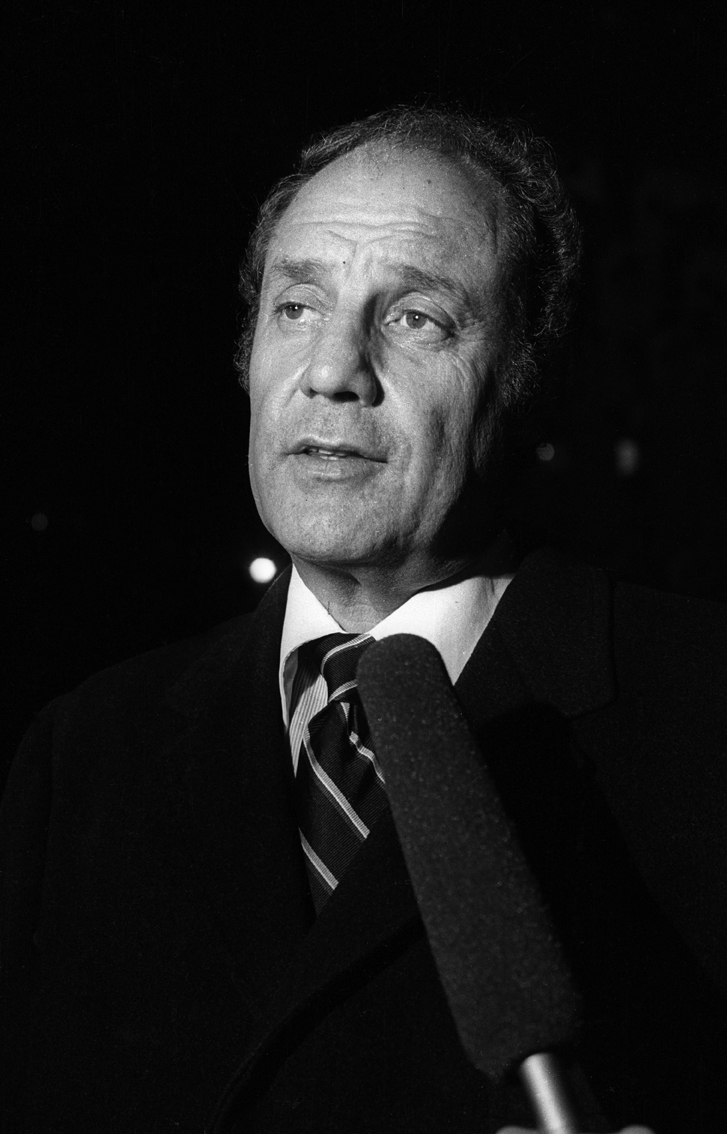
Маршалл Майер

Во второй половине XX века консервативный иудаизм получил распространение в странах Латинской Америки. Этому способствовал выпускник нью-йоркской Еврейской теологической семинарии Маршалл Майер, в 1962 году основавший Латиноамериканскую раввинскую семинарию. К 1999 году число консервативных раввинов в Латинской Америке превышало 40, и во многих её странах консервативный иудаизм превратился в доминирующее течение этой религии. Выпускники Латиноамериканской раввинской семинарии спонсировали перевод иудейской литургии на испанский и португальский языки.
Пионером консервативного иудаизма в Великобритании стал Луис Джейкобс, в 1963 году покинувший ортодоксальную конгрегацию Объединённой синагоги Англии и основавший Новую синагогу Лондона. К 1985 году в северо-восточной части Лондона сформировались ещё две консервативных иудейских общины, вместе с первой образовавшие Ассамблею традиционных синагог (англ. Assembly of Masorti Synagogues. Своими основными принципами английский консервативный иудаизм провозгласил толерантность, традицию и отказ от фундаментализма. К 2000 году в Англии насчитывалось около 3000 приверженцев традиционного иудаизма. Во Франции первая конгрегация традиционного иудаизма, «Адат Шалом», возникла в Париже в 1988 году; вторая, в Ницце, появилась десятью годами позже; в обеих состоят преимущественно сефардские евреи.
Помимо Англии и Франции, долгое время существует шведская консервативная община, а позднее стали возникать конгрегации и в других европейских странах — Испании, Германии, Чехии, а также в Австралии. Консервативные общины за пределами Северной Америки и Израиля объединяет организация «Масорти Олами» (Всемирный совет синагог), хотя многие ведущие консервативные раввины Европы в свою очередь являются выпускниками Института еврейских исследований имени Шехтера в Иерусалиме.

## Специфика
Несмотря на своё название, консервативный иудаизм в целом стоит на более либеральных позициях, чем любые течения внутри ортодоксального иудаизма. Как и в ортодоксальной ветви, в консервативном иудаизме принят постулат о святости шаббата, однако в 1960 году раввинское собрание разрешило в субботу пользоваться транспортом для того, чтобы добраться в синагогу, и использовать микрофон во время субботней службы. Правила кашрута в основном соблюдаются, но в них при необходимости допускаются модификации. Другими характерными отличиями от ортодоксального иудаизма являются отмена разделения помещения синагоги на мужскую и женскую части и введение органной музыки в литургию. В то же время из-за сопротивления ортодоксов неудачей окончилась инициатива по изменению текста ктубы, направленному на возможность получить развод для агуны (соломенной вдовы).

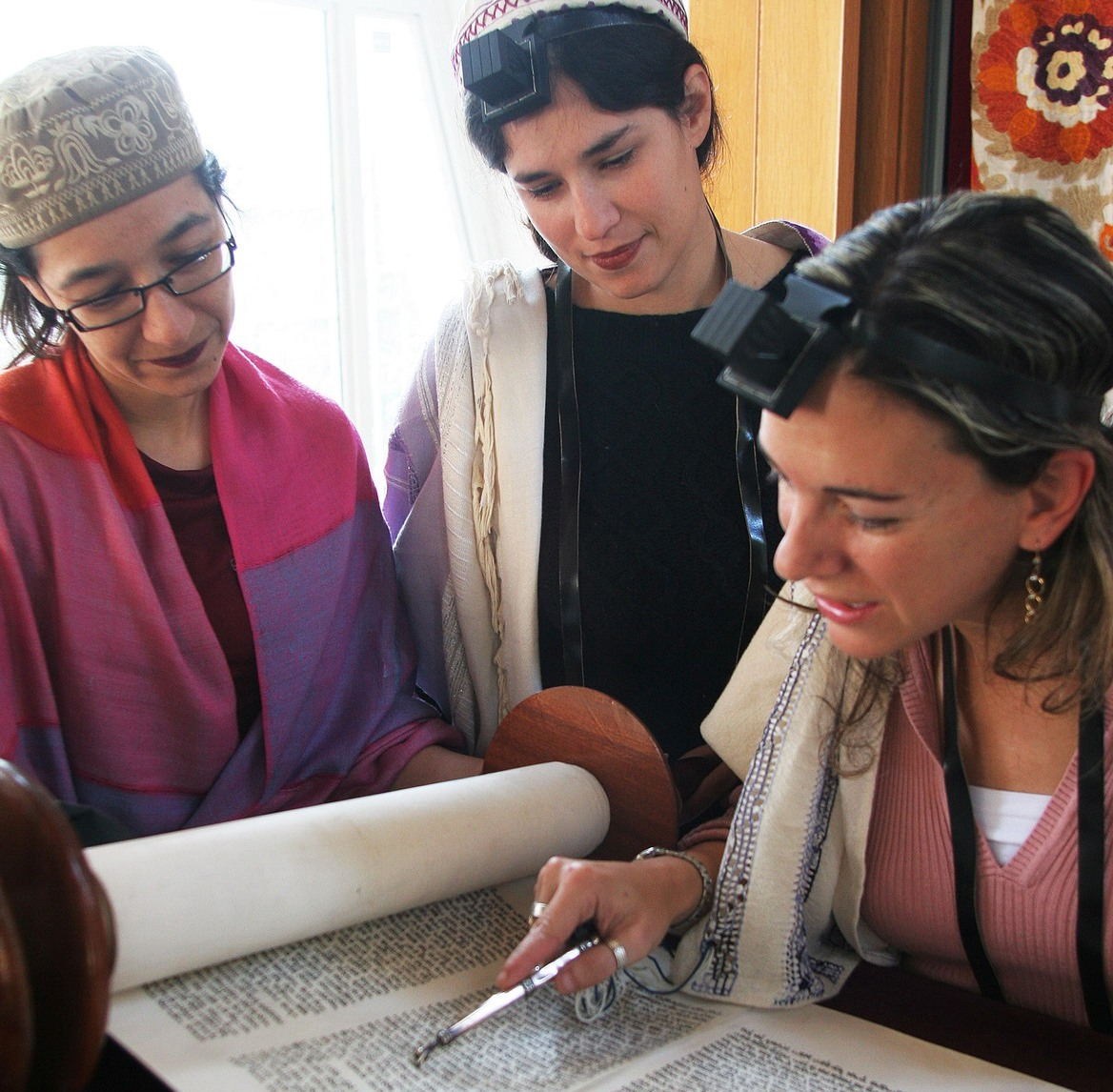
Консервативные раввины-женщины за чтением Торы

С 1974 года в подсчёт миньяна (кворума в 10 человек, необходимого для произнесения молитвы) в консервативном иудаизме включаются женщины. С 1985 года практикуется рукоположение женщин в консервативные раввины, и за следующие 20 лет было подготовлено 120 женщин-раввинов (ранее в некоторых консервативных общинах женщины уже могли становиться хаззанами). В 2006 году высший религиозный законодательный орган консервативного иудаизма проголосовал за разрешение гомосексуалам занимать пост раввина и заключать союзы.
Основные принципы Консервативного иудаизма:
- Признание Галахи в качестве руководства к жизни
- Нефундаменталистское преподавание основ еврейской религии
- Позитивное отношение к современной культуре

В консервативных еврейских общинах долгое время существует положительное отношение к сионизму, что отличает их от реформистского и ортодоксального течений иудаизма, где сильны антисионистские настроения или, в лучшем случае, равнодушное отношение к еврейской государственности.